# الحمامات (ولاية تبسة)
الحمامات إحدى بلديات دائرة بئر مقدم ولاية تبسة الجزائرية. وتبعد عن مقر الولاية تبسة بـ18 كيلومتر. الا ان السكان يعرفونها باسمها القديم يوكوس. معروفة بغناها بالمياه المعدنية وجمالها الطبيعي. حيث تعد من المناطق السياحية بالولاية وتعتبر من أقدم المناطق المعروفة بتبسة. تتميز بالمياه الطبيعية الجد باردة في فصل الصيف والدافئة شتاء بالمنطقة التي تسمى عند سكانها ب ** اكس الفوقانية ** وذلك لعلوها فهي في قمة الجبل تصل إليها عبر طرق التوائية في الجبال بين الغابات يكثر فيها الرمان والعنب والتين والبرتقال والبرقوق والعوينة والتوت العليق، إنتاج العسل.
كانت قديما تسمى ب *اكوا أسرريس * بمعنى المياه القيصرية، تتميز بتناسق معمارها ونظافة أحياءها وتعتبر أحسن بلدية على مستوى الولاية، وتعتبر الرئة التي تتنفس بها الولاية لكثافة أشجارها ونقاء هوائها وفسحة لكافة مواطنيها.
تتواجد بها عدة مؤسسات:
- 10 ابتدائيات أشهرها وأقدمها مدرسة 20 أوت 55.
- 03 إكماليات وأشهرها وأقدمها إكمالية معلم العربي.
- 01 ثانوية واحدة وهي ثانوية الشهيد شريط لزهر
- عيادة متعددة الخدمات و03 فروع صحية.
- مكتبتان مجهزتان بأحسن التجهيز.
- مركز جميل للتكوين المهني وفرع له بوسط المدينة.
- مركز ثقافي يهتم بالشباب وتعليمي لمحو الأمية.
- مركب جواري فيه ملعب لكرة القدم ومسبح وملعب صغير لكرة اليد بالإضافة لقاعة رفع الاثقال وتعليم الكراتي.
- حوالي 10 ملاعب جوارية موجود ة على مستوى أحياء البلدية.
- مركز لراحة المجاهدين ويتوفر على قسم طبي لتركيب الأعضاء الاصطناعية لمعطوبي جيش التحرير الوطني.
- ملعب بلدي